# Ernst Haas (Politiker, 1899)
Ernst Haas (* 16. Juli 1899; † nach 1964) war ein sudetendeutscher Kommunalpolitiker (SdP). Er war ab 1938 Bürgermeister der Stadt Eger im Reichsgau Sudetenland.

## Leben und Wirken
Haas trat der 1933 von Konrad Henlein in Eger gegründeten Sudetendeutschen Heimatfront bei, die im  Mai 1935 in Sudetendeutsche Partei (SdP) umbenannt wurde. Er übernahm die Leitung der Ortsgruppe Eger. Bürgermeister der Stadt, in der damals über 30.000 Einwohner lebten, war zu diesem Zeitpunkt Andreas Prokisch von der Deutschen Christlich-Sozialen Volkspartei (DCSVP). Bei der Parlamentswahl 1935 war die SdP auch in Eger zur stärksten Gruppierung in den deutschbesiedelten Grenzgebieten der Tschechoslowakei geworden.
Unmittelbar nach dem Einmarsch der deutschen Truppen und der Besetzung der Grenzregion der Tschechoslowakei, der die Bildung des Sudetengaus folgte, besuchte Adolf Hitler am 3. Oktober 1938 Eger und wurde dort von der Bevölkerung begeistert empfangen. Nur wenige Tage später erklärte die SdP den christlich-sozialen Bürgermeister Prokisch am 7. Oktober 1938 für abgesetzt und Haas wurde als bisheriger Ortsgruppenleiter zum neuen Bürgermeister der Stadt ernannt.
Zum 1. November 1938 wurde Eger zum Sitz des neugebildeten Regierungsbezirks Eger des Reichsgaus Sudetenland erklärt. Bei den kurz danach unter Bürgermeister Haas stattfindenden Pogromen im November 1938 wurde die von 1893 stammende jüdische Synagoge Egers zerstört. Am 1. Mai 1939 folgte die Bildung eines eigenen Stadtkreises auch in Hinblick darauf, dass Eger früher eine freie Reichsstadt gewesen war. Anlässlich dieses Ereignisses rief Haas die Einwohner Egers auf, sich der großen Tradition der Hauptstadt des Egerlandes würdig zu erweisen, weil damit „die alte Reichsstadt Eger nun auch äußerlich wieder das wird, was sie einmal war: Eine der schönsten mittelalterlichen Städte des Reiches“. Die Bildung des Stadtkreises Eger hatte zur Folge, dass am 20. Juli 1939 der erst 26-jährige Siegbert Schneider als Oberbürgermeister von Eger eingesetzt wurde und Haas in den Hintergrund trat.
Nach dem Zweiten Weltkrieg ließ sich Haas in Geislingen an der Steige nieder. Dort wurde er Vorsitzender des neugebildeten Landschaftsrates Egerland und arbeitete mit dem ebenfalls in Geislingen ansässigen, aus Eger stammenden Ernst Bartl zusammen.